# Magna (kartica)
Magna je Petrolova kreditna in predplačilna kartica, namenjena brezgotovinskemu plačevanju blaga in storitev na Petrolovih bencinskih servisih in skladiščih v Sloveniji, na Hrvaškem in Bosni in Hercegovini. Z Magno se lahko plačuje tudi na nekaterih drugih prodajnih mestih, kamor spadajo trgovine z rezervnimi deli in opremo za motorna vozila, trgovine s potrošnim blagom ter servisi, kot so pomoč na cesti, pranje in servisiranje motornih vozil, zavarovanja, najem vozil ter gostinske, turistične in hotelske storitve in podobno. 
Kartica Magna obstaja v več inačicah
- Magna American Express, ki se lahko uporablja na vseh Petrolovih bencinskih servisih, v mreži American Express po Sloveniji in na vseh prodajnih mestih American Express v svetu.
- Predplačilna Magna.
- Magna za pravne osebe.

Podobne kartice imajo tudi drugi ponudniki goriv
- Shell: Shell Platinum MasterCard, Shell Saver Card, Shell Gift Cards in Shell Refillable Card.
- OMV: OMV EuroTruck Card, OMV Business Card.